# Хэшань (Гуандун)
Хэша́нь (кит. упр. 鹤山, пиньинь Hèshān) — городской уезд городского округа Цзянмэнь провинции Гуандун (КНР).

## История
Уезд Хэшань (鹤山县) был выделен из уезда Синьхуэй во времена империи Цин в 1732 году.
После вхождения этих мест в состав КНР уезд вошёл в состав Специального района Юэчжун (粤中专区). В 1952 году административное деление провинции Гуандун было изменено, и уезд вошёл в состав Административного района Юэчжун (粤中行政区). В конце 1955 года было принято решение об упразднении административных районов, и с 1956 года уезд вошёл в состав нового Специального района Фошань (佛山专区). В ноябре 1958 года Специальный район Фошань был переименован в Специальный район Гуанчжоу (广州专区), но уже в январе 1959 года ему было возвращено прежнее название.
В декабре 1959 года уезд перешёл в состав нового Специального района Цзянмэнь (江门专区), при этом уезды Гаомин и Хэшань объединены в уезд Гаохэ (高鹤县). 2 апреля 1961 года Специальный район Цзянмэнь был переименован в Специальный район Чжаоцин (肇庆专区). В июне 1963 года уезд Гаохэ вернулся в состав Специального района Фошань.
В 1970 году Специальный район Фошань был переименован в Округ Фошань (佛山地区).
В 1981 году уезд Гаохэ был вновь разделён на уезды Гаомин и Хэшань.
1 июня 1983 года округ Фошань был расформирован, и уезд вошёл в состав городского округа Цзянмэнь.
13 ноября 1993 года уезд Хэшань был преобразован в городской уезд.

## Административное деление
Городской уезд делится на 1 уличный комитет и 9 посёлков.